# Myrmarachne grossa
Myrmarachne grossa là một loài nhện trong họ Salticidae.
Loài này thuộc chi Myrmarachne. Myrmarachne grossa được Edmunds & Jerzy Prószyński miêu tả năm 2003.